# 안병용
안병용(安炳龍, 1956년 5월 31일 (1956년 음력 4월 22일) - )은 대한민국의 정치인이다. 민선 5·6·7기 경기도 의정부시장이다.

## 학력
- 수도중학교 졸업
- 배명고등학교 졸업
- 중앙대학교 정치외교학 학사
- 동국대학교 대학원 행정학 석사
- 동국대학교 대학원 행정학 박사

## 경력
- 경인행정학회 이사
- 1990 ~ 1991.02: 경기북부발전 시민포럼 공동의장
- 1996.03: 의정부지방법원 민사, 가사 조정위원
- 1998.06 ~ 1998.07: 경기도정인수위원회 위원
- 2007.07: 경기중북부 광역철도 신설연장추진위원회 자문교수
- 신흥대학 한민족연구소 소장
- 신흥대학 행정학과 교수(21년)
- 2010.07.01. ~ 2014.06.30: 제30대 민선 5기 경기도 의정부시장
- 2014.07.01. ~ 2018.06.30: 제31대 민선 6기 경기도 의정부시장
- 2018.07.01. ~ 2022.06.30: 제32대 민선 7기 경기도 의정부시장
- 2019.06 : 전국시장·군수·구청장협의회 지역공동회장 겸 경기 협의회장
- 2021.05 더불어민주당 탈당

## 역대 선거 결과
|  | 44.50% |

|  | 51.82% |

|  | 65.35% |